# 85-я отдельная авиационная эскадрилья ВВС Балтийского флота
85-я отдельная авиационная эскадрилья ВВС Балтийского флота, она же 85-я отдельная разведывательная авиационная эскадрилья ВВС Балтийского флота — воинское подразделение вооружённых сил СССР в Великой Отечественной войне.

## История
Сформирована на базе 1-й эскадрильи 15-го авиационного полка ВВС КБФ в мае 1940 года.
На вооружении эскадрильи к началу войны состояли самолёты МБР-2, эскадрилья базировалась в Выборге, входя в состав 15-го авиационного полка ВВС КБФ
В составе действующей армии во время ВОВ c 22 июня 1941 по 9 марта 1942 года.
C началом войны эскадрилья участвует в боевых действиях, в основном производила разведку Балтийского моря, в частности Финского залива. Очевидно в начале июля 1941 года перелетела на морском аэродром Кихельконна на Сааремаа. Отражает вражеские налёты, прикрывает корабли, базирующиеся в районе Моонзундского архипелага, ведёт разведку Рижского залива, бомбит транспорты противника в Ирбенском проливе и войска на сухопутном фронте в районах Виндавы, Риги и на подступах к Таллину, Раквере.
После оставления островов Моонзундского архипелага, до марта 1942 года действовала в составе 15-го авиационного полка ВВС КБФ в основном над Финского заливом
Расформирована 9 марта 1942 года.

## Полное наименование
85-я отдельная авиационная эскадрилья ВВС Балтийского флота

## Подчинение
| Дата            | Флот            | Армия | Корпус                                          | Полк                                        | Примечания |
| --------------- | --------------- | ----- | ----------------------------------------------- | ------------------------------------------- | ---------- |
| 22.06.1941 года | Балтийский флот | -     | -                                               | 15-й авиационный полк ВВС Балтийского флота | -          |
| 01.07.1941 года | Балтийский флот | -     | Авиагруппа Береговой обороны Балтийского района | -                                           | -          |
| 10.07.1941 года | Балтийский флот | -     | Авиагруппа Береговой обороны Балтийского района | -                                           | -          |
| 01.08.1941 года | Балтийский флот | -     | Авиагруппа Береговой обороны Балтийского района | -                                           | -          |
| 01.09.1941 года | Балтийский флот | -     | Авиагруппа Береговой обороны Балтийского района | -                                           | -          |
| 01.10.1941 года | Балтийский флот | -     | -                                               | 15-й авиационный полк ВВС Балтийского флота | -          |
| 01.11.1941 года | Балтийский флот | -     | -                                               | 15-й авиационный полк ВВС Балтийского флота | -          |
| 01.12.1941 года | Балтийский флот | -     | -                                               | 15-й авиационный полк ВВС Балтийского флота | -          |
| 01.01.1942 года | Балтийский флот | -     | -                                               | 15-й авиационный полк ВВС Балтийского флота | -          |
| 01.02.1942 года | Балтийский флот | -     | -                                               | 15-й авиационный полк ВВС Балтийского флота | -          |
| 01.03.1942 года | Балтийский флот | -     | -                                               | 15-й авиационный полк ВВС Балтийского флота | -          |

## Командиры
- капитан М. И. Горбач